# Velp (Brabant-Septentrional)
Pour les articles homonymes, voir Velp.
Velp est un village néerlandais dans le nord-est de la province du Brabant-Septentrional sur la rive gauche de la Meuse en aval de Grave. Velp a été une commune indépendante jusqu'en 1942, année de rattachement à la commune de Grave. Le 1er janvier 2007, Velp compte 1 611 habitants.

## Histoire

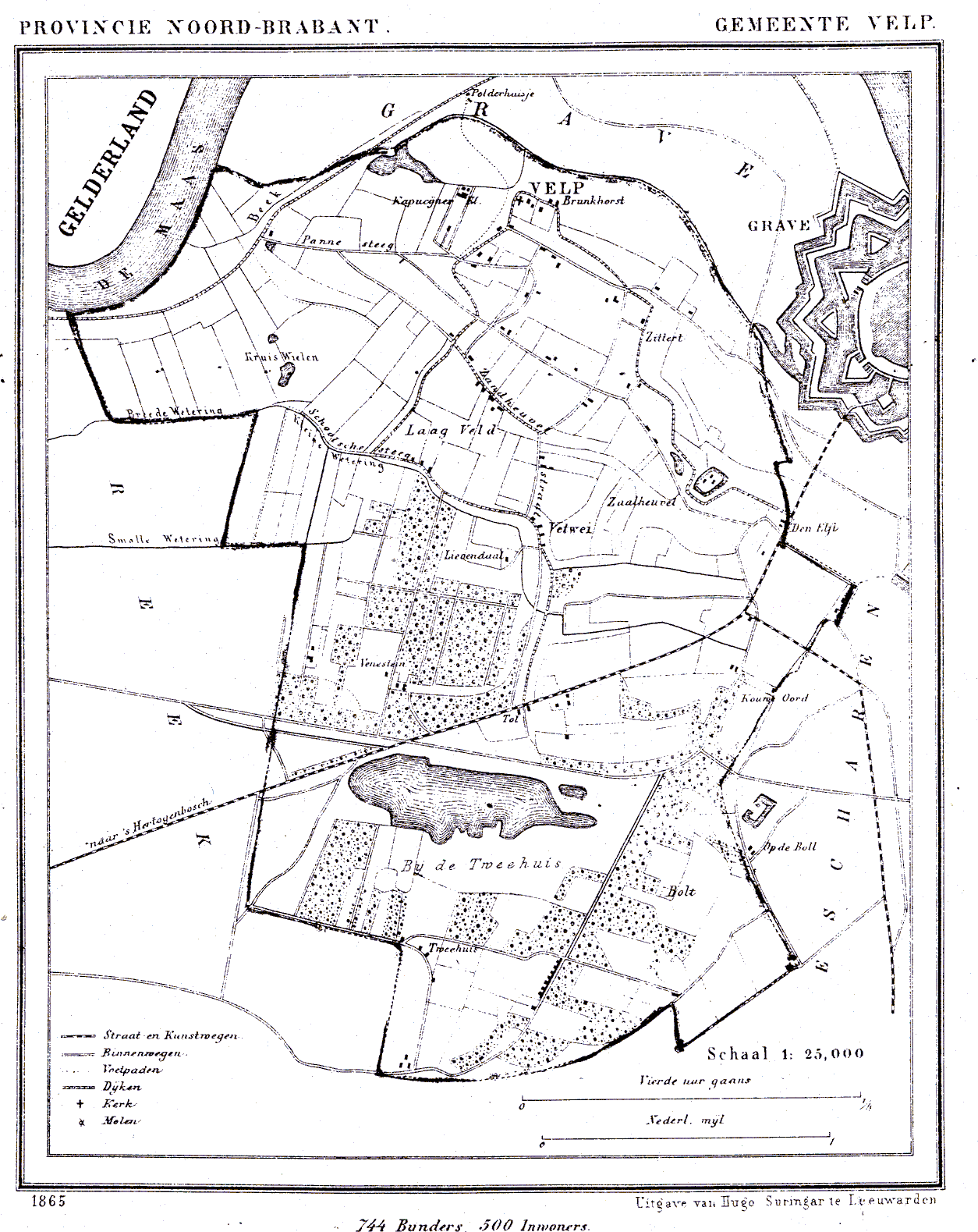
Velp en 1865

La terre de Velp appartenait aux seigneurs de Herpen, devenus en 1282 par déménagement seigneurs de Ravenstein. Le premier centre de Velp, Velp-vieux, est construit sur un donk, tertre de sable fluvial entre des marécages. Velp est très tôt une paroisse et une commune mais ne se développe guère.
Grâce à sa position dans l'enclave catholique du Pays de Ravenstein, Velp attire au XVIIe siècle l'ordre religieux des capucins aux pieds nus et ce qui, à son tour, relance la croissance du Velp-vieux.
En 1810, à la fin de l'occupation française, le Pays de Ravenstein est annexé aux Pays-Bas et à cette occasion la commune de Velp perd la localité Reek qui devient indépendante.
Au XIXe siècle l'ouverture de la route nationale Nimègue - Bois-le-Duc a initié le déplacement progressif du village vers un nouveau centre, Velp-nouveau. En 1942, la commune perd son indépendance et est attaché à la commune de Grave.

## Monuments historiques

### 't Kerkje
(site Velp-vieux), la petite église. Sur son emplacement se trouvait une première église du Xe siècle, puis une église Romane du XIIe siècle en tuf. Au XIIIe siècle on y ajoute une tour en briques, ensuite le bâtiment subit plusieurs aménagements. Pendant le siège de Grave, 1674, on brûle la tour et le toit. Pendant la restauration, 1675, cette église paroissiale est agrandie. En 1937 elle perd sa fonction d'église paroissiale. Pendant la guerre de 1940-1945 des soldats alliées s'y installent et font pas mal de dégâts. L'église, restaurée en 1963, est soustraite de son service religieux en 1970. Elle est actuellement une salle d'expositions d'art.

### Le monastère desFrères mineurs capucins: Emmaus
(site Velp-vieux), fondé en 1645. Le bâtiment avec des éléments de 1663-1645 et des ajouts de 1718 et 1733 est bien conservé. Il est formé de trois ailes autour d'un cloître et une chapelle, qui est lieu de pèlerinage très fréquenté pour Ste Marie dite de Scherpenheuvel et pour Saint Antoine.
Le bâtiment contient plusieurs œuvres d'art religieux et du mobilier baroque, dont de beaux retables. On y voit les blasons de plusieurs seigneurs de la région. Dans le jardin se trouve une toute petite chapelle de 1670 et quelques pièces, où un père soignant des pestiférés vivait en isolement.

### Le monastère des sœursRédemptoristines
(site Velp-vieux). Ce monastère, fondé en 1858, construit en étapes entre 1850-1940 sur l'emplacement du château du domaine de Bronckhorst, tout en incorporant des pans de mur et cinq caves du château dans le nouveau bâtiment. Le monastère a un cloître et quatre ailes, permettant de héberger 45 sœurs. La chapelle est dédiée au Sacré Cœur de Jésus. Après 1950, le monastère se vide progressivement, en 1990 le monastère est converti en appartements pour laïques.

### noviciat desJésuitesde Mariëndaal
(site Velp-nouveau), construit entre 1862 et 1865 consiste en un corps de bâtiment néo-gothique avec une aile de service en longueur et une chapelle et est quasiment dans son état original. Le bâtiment servait de noviciat. Vendu en 1966, il a hébergé un institut pour handicapés mentaux. En 2011-2012 le bâtiment a été transformé en appartements.

### L'église paroissialeSaint VincentetSaint Antoineet le presbytère
(site Velp-nouveau). La tour est restée inachevée. Monument historique par son architecture originale de l'école de Delft. On y a transféré le mobilier de l'ancienne église  't Kerkje. Sa position dans Velp-nouveau exprime le déplacement progressif de Velp depuis 1900 vers ce nouveau centre.

## Galerie de photos[1]

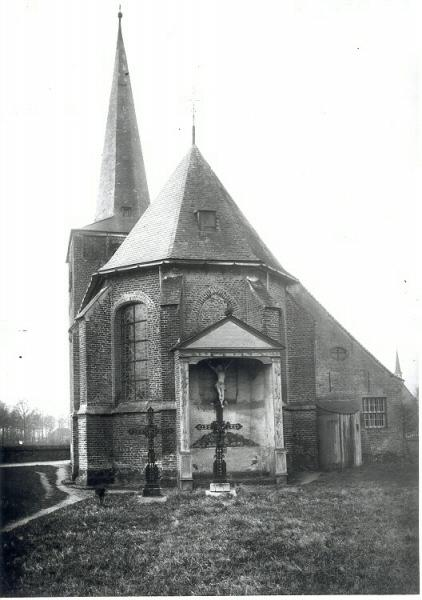
Velp, la petite église
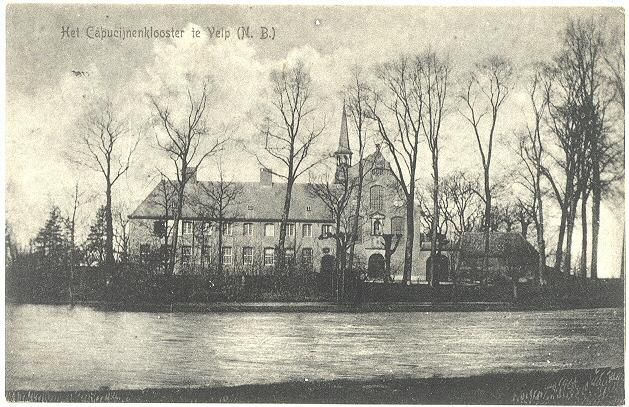
Velp, inondation autour du monastère des capucins
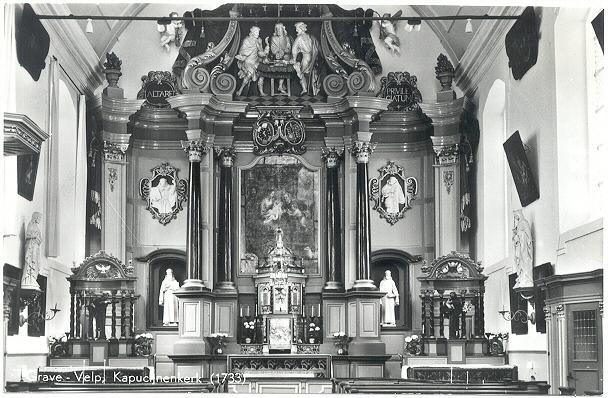
Velp, intérieur de l'église des capucins
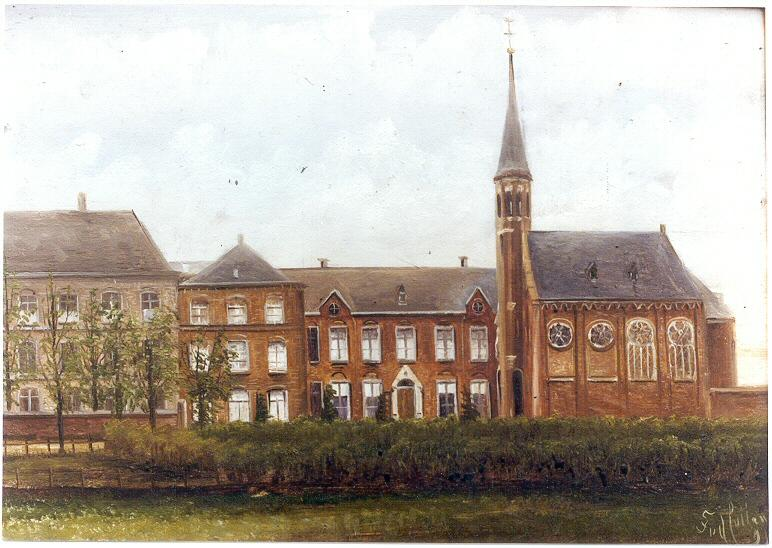
Velp, monastère des rédemptoristines
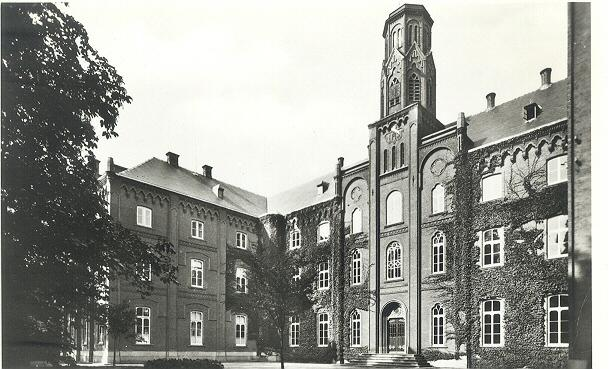
Velp, Mariëndaal, noviciat des jésuites
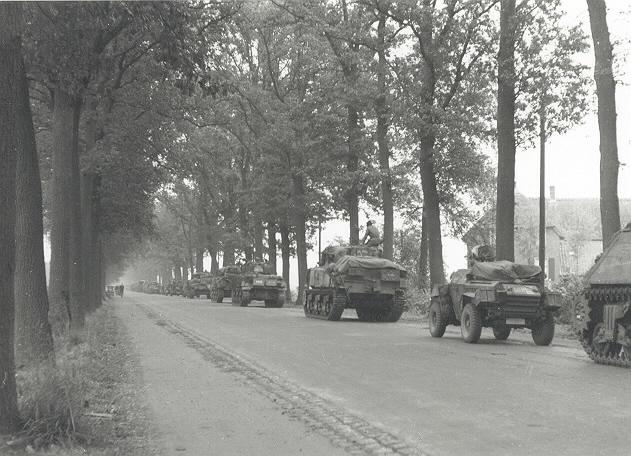
Velp, la libération, 21-09-1944
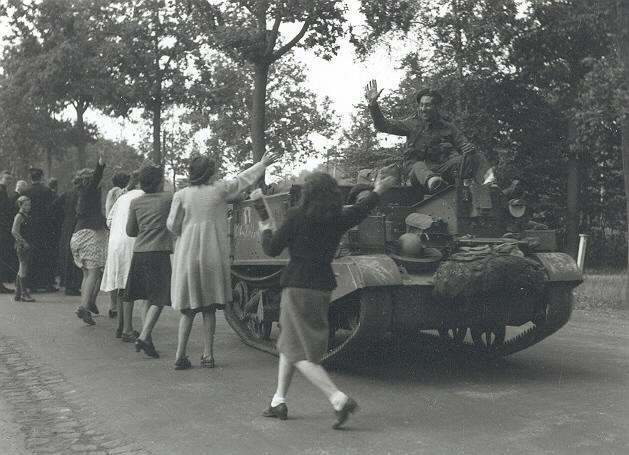
Velp à la libération, 21-09-1944